# 王瓚 (五代)
王瓚（？—？），五代十國後梁人。

## 生平
王重盈之子。早年為开封尹，後迁宣武军节度使。政務委託給女婿牙将辛廷蔚。辛廷蔚依仗王瓒的勢力胡作非为，曲法纳贿，汴州人皆恶之。累官华州节度使。王瓒之義弟蒋殷據徐州反叛。王瓒怕被蔣殷牽連，說蔣殷非王氏之子，本姓蒋。九月，李嗣源進攻汴州，二十七日，王瓒率兵至戚城（今濮阳市区南），与李嗣源交战，十月初九早晨，李嗣源猛攻封丘門，王瓒戰敗投降，梁末帝自杀。

## 延伸阅读
[在维基数据编辑]
 《舊五代史·卷59》，出自薛居正《舊五代史》